# 塩谷製作所
有限会社塩谷製作所（えんやせいさくしょ）は、ラジコン用小型発動機（グローエンジン）の製造及び販売会社である。

## 概要
世界の模型取り扱い業者や愛好家を中心に、ENYAブランドで広く知られる。ラジコンがデジタルプロポ化した頃は、F3A世界選手権で優勝したこともあり、利用者も多かった。キャブレターのみ使う人も多かった。
LTシリーズが出るまでは、ブレークインに時間がかかった為、現代のニーズに応え切れなかった観もある。
後方にギアを置いた4サイクルエンジン（リバース可）とか、アルクロームと呼んでいるシュニューレABCエンジン（アルミのピストン・真鍮のシリンダースリーブ＋クロームメッキ、エンヤの場合はAAC）など、最先端を進んだりもした。

## 主な製品
- R/C飛行機用エンジン（2サイクル・4サイクル）[1]
- R/Cヘリコプター用エンジン
- R/Cカー用エンジン
- R/Cボート用エンジン
- C/L飛行機用エンジン（Uコン用）
- 模型用ディーゼルエンジン
- ディーゼル燃料
- グロープラグ、その他アクセサリー、パーツ等

## 主なR/Cカー用エンジン
| No.     | エンジン名      | 排気量 [cc] | 出力 [HP] | 回転数 [rpm]    | 重量 [g] | 備考                         |
| ------- | --------------- | ----------- | --------- | --------------- | -------- | ---------------------------- |
| ED22610 | 21CXL Racing S  | 3.46        | 0.9       | 5,000 〜 28,000 | 290      | 1/8バギー・レーシングカー用  |
| ED21610 | 21CX Racing S   | 3.46        | 0.9       | 5,000 〜 28,000 | 290      | 1/8バギー・レーシングカー用  |
| ED20640 | ULTRA11CX-CT RS | 2.09        | 0.5       | 3,000 〜 27,000 | 240      | 1/10バギー・レーシングカー用 |
| ED20630 | ULTRA11CX-CT    | 2.09        | 0.5       | 3,000 〜 27,000 | 190      | 1/10バギー・レーシングカー用 |

※HP(horse power)：馬力